# Idaea wehrlii
Idaea wehrlii là một loài bướm đêm trong họ Geometridae.